# Лаврентьев, Зосим Фёдорович
Зо́сим Фёдорович Лавре́нтьев (6 апреля 1933, д. Эсяново, Горно-Марийский национальный район, Марийская автономная область, Горьковский край, РСФСР, СССР — 16 сентября 2020, г. Йошкар-Ола, Марий Эл, Россия) — марийский советский и российский живописец, член Союза художников СССР. Классик марийского профессионального изобразительного искусства. Народный художник Российской Федерации (2009), заслуженный художник Российской Федерации (1993), заслуженный деятель искусств Марийской АССР (1983). Лауреат Государственной премии Марийской АССР (1977) и премии Марийского комсомола им. О. Ипая (1970). Награждён медалью ордена «За заслуги перед Марий Эл» (2013).

## Биография
Родился 6 апреля 1933 года в деревне Эсяново ныне Горномарийского района Марий Эл в семье крестьянина, участника I мировой и Великой Отечественной войн. В 1958 году окончил Чебоксарское художественное училище. В 1960—1962 годах учился в Ленинградском институте живописи, скульптуры и архитектуры им. И. Е. Репина Академии художеств СССР (АХ СССР).
Был сотрудником Марийских мастерских Художественного фонда РСФСР. С 1960 по 1971 годы был художественным редактором сатирического журнала «Пачемыш» («Оса»). С 1969 года — на творческой работе.
Скончался 16 сентября 2020 года в г. Йошкар-Оле.

## Художественное творчество
Член Союза художников СССР с 1967 года.
Является одним из самых титулованных художников Республики Марий Эл, признанным мастером тематической картины и лирического пейзажа.
Автор картин «На концерт» (1964), «Праздник в марийской деревне» (1967), «В гости к молодым» (1968), триптиха «Свадьба» (1974), «Портрет М. Тихомировой» (1979), «Портрет А. В. Григорьева» (1991), «Глухомань» (1991) и др. Эти и многие другие работы художника в настоящее время хранятся в фондах Национального музея Республики Марий Эл им. Т. Евсеева и Республиканского музея изобразительных искусств Марий Эл.
Долгие годы успешно работал в книжной иллюстрации, станковой и сатирической графике. В Марийском книжном издательстве в его оформлении вышло около 150 книг. Автор иллюстраций к детским книгам, учебникам, создатель серии «Азбук» и «Букварей», циклов иллюстраций к сборнику В. Акцорина «Сказки лесов» (1972, 1978), сборнику стихотворений В. Бояриновой «В стране колокольчиков» (1980), поэме-сказке Пет. Першута «Муравьиная свадьба» (1984), сказке С. Ибатова «Богатырь из теста» (1976), сборнику «Марийские народные сказки» (1996) и др.
Организовал первую в Марий Эл сельскую картинную галерею ветеранов Великой Отечественной войны и труда, основу которой составили написанные им портреты земляков.
Является участником всесоюзных, всероссийских (г. Москва, г. Санкт-Петербург и др.), региональных и республиканских выставок (г. Чебоксары, г. Йошкар-Ола и др.). Его работы хранятся в музеях Парижа, Будапешта, в российских музеях, а также в частных коллекциях.
С 2018 года в фондах Национального музея РМЭ им. Т. Евсеева хранится уникальное произведение искусства — «Родовой колокол З. Лаврентьева». Это предмет с живописной картиной, написанной маслом на холсте. По всей окружности колокола расположены изображения портрета Зосима Фёдоровича и его семьи (отца, матери, бабушки). Авторами этого уникального изделия являются заслуженный художник России Иван Ямбердов и мастер художественной ковки, кузнец из Мари-Турекского района Николай Тимофеев. Колокол был подарен З. Ф. Лаврентьеву на 75-летний юбилей.

Заслуженный художник России, народный художник Марий Эл И. М. Ямбердов: 
«Зосим Фёдорович всегда остаётся с нами. Как звон колоколов звучит по всей земле, так и творческое наследие художника будет радовать ценителей искусства не одного поколения». 

## Память
6 апреля 2021 года в Музее народно-прикладного искусства г. Йошкар-Олы открылась выставка памяти народного художника России Зосима Лаврентьева «Пагытын йӱкшӧ» («Голос времени»). На выставке представлены живописные и графические работы мастера из фондов Национального музея им. Т. Евсеева, произведения художников Ивана Ямбердова, Николая Тимофеева, Сергея Алдушкина, фотографические картины из коллекции Валерия Тумбаева.

## Звания и награды
- Народный художник Российской Федерации (2009)[7][8]
- Заслуженный художник Российской Федерации (1993)[9][8]
- Заслуженный деятель искусств Марийской АССР (1983)[8]
- Государственная премия Марийской АССР (1977)[8]
- Премия Марийского обкома комсомола им. О. Ипая (1970)[8]
- Премия им. Й. Кырли Марийского республиканского отделения Советского детского фонда им. В. И. Ленина[8]
- Юбилейная медаль «За доблестный труд. В ознаменование 100-летия со дня рождения Владимира Ильича Ленина» (1970)
- Медаль ордена «За заслуги перед Марий Эл» (2013)